# Gold Is Not All
Gold Is Not All è un cortometraggio muto del 1910 diretto da David W. Griffith. Il film - sceneggiato da Stanner E.V. Taylor - fu prodotto e distribuito dalla Biograph Company.

## Trama
Una giovane coppia, ricca e felice, passeggia nel parco di un palazzo; sulla strada, un'altra coppia, povera e umile, cammina sulla strada. Passano gli anni: sia i ricchi che i poveri si sono sposati e hanno formato una famiglia. Nel palazzo di Mabel si svolge una grande festa che provoca l'invida della povera Ruth. Ma forse Ruth non ha nulla da invidiare a Mabel: lei ha una famiglia felice, un bambino e un padre e marito affettuoso e fedele; Mabel, invece, poco dopo viene abbandonata dal marito e si trova sola davanti al capezzale del figlio che sta morendo: il denaro non è tutto.

## Produzione
Il film fu prodotto dalla Biograph Company. Venne girato in California, a Pasadena e nella Sierra Madre.

## Distribuzione
Distribuito dalla Biograph Company, il film - un cortometraggio in una bobina - uscì nelle sale cinematografiche statunitensi il 28 marzo 1910.